# Haptoglobine
L'haptoglobine est une glycoprotéine présente dans le sérum et synthétisée par le foie. Elle se combine facilement avec l'hémoglobine extra-globulaire formant un complexe qui permet l'élimination physiologique de l'hémoglobine à la fin de la vie des hématies.
Elle a été découverte par Polonovski et Jayle en 1938. Sa valeur normale sérique est nulle chez le nouveau-né, et de 1 à 3g/L à partir de l'âge de 4 mois et chez l'adulte. Une valeur inférieure à 25 mg/dL évoque une hémolyse.

## Structure
Il s'agit d'une sialoglycoprotéine synthétisée par le foie et qui migre dans la partie alpha-2-globuline dans l'électrophorèse des protéines. Elle est formée de deux sous unités, alpha et bêta, cette dernière étant la plus lourde. La sous-unité beta est identique chez tous. La sous-unité alpha existe sous deux formes suivant l'allèle du gène Hp.
Le gène Hp, situé sur le bras long du chromosome 16, comporte deux allèles, nommées 1 et 2, formant trois types de protéines, 1-1, 1-2 et 2-2. Ces protéines ne sont probablement pas équivalentes, les patients porteurs de la forme 2-2 ayant plus de complications vasculaires  mais ce risque semble varier suivant la présence ou l'absence d'un diabète, la probabilité de survenue d'accident cardiaque étant maximale en cas de coexistence de la forme 2-2 et d'un diabète même lorsque ce dernier est modéré. La forme comportant l'allèle 1 semble plus stimuler la sécrétion d'interleukine 6 et d'interleukine 10 que la forme comportant l'allèle 2.
La répartition des deux formes d'haptoglobine est, dans la population, de 15 % de forme 1-1, 50 % de forme 1-2 et 35 % de forme 2-2.
Elle a une demi-vie de 3 jours.

## Rôle
L'hémoglobine est contenue dans les hématies ou globules rouges, Lors de l'hémolyse physiologique, le complexe hémoglobine-haptoglobine est éliminé du plasma par le système réticulo-endothélial, principalement au niveau du foie. Ainsi le taux d'haptoglobine plasmatique libre diminue fortement en cas d'hémolyse sanguine anormale et l'effondrement de son taux est un critère pour affirmer l'origine hémolytique d'une anémie . 
C'est également une protéine de la réaction inflammatoire dite lente. C'est une molécule PRI, c'est-à-dire qu'à long terme, en cas de réaction inflammatoire, son taux plasmatique va augmenter (de 2 à 4 fois)
Elle a des propriétés antioxydantes en empêchant le fer de l'hémoglobine de faciliter la formation de radicaux libres. Ces propriétés varient avec le type d'haptoglobine. Cette dernière intervient dans la réponse inflammatoire et au stress oxydatif de la plaque d'athérome et la forme 2-2 favorise la peroxydation des lipides et l'accumulation des macrophages au sein de cette plaque. Cette forme permet également une moins bonne élimination de l'hémoglobine libre, surtout si elle est glyquée. 
Son taux est particulièrement sensible à la fonction hépatocellulaire et va diminuer en cas de cirrhose. 